# Les Canons de Navarone
Série
L'ouragan vient de Navarone
(1978)
Pour plus de détails, voir Fiche technique et Distribution.
Les Canons de Navarone (The Guns of Navarone) est un film anglo-américain réalisé par J. Lee Thompson, sorti en 1961.
Il est inspiré du roman Les Canons de Navarone de l'écrivain écossais Alistair MacLean.

## Synopsis
En 1943, les forces de l'Axe tiennent la mer Égée, rendant impossible l'évacuation de deux mille soldats britanniques, bloqués en Grèce occupée sur l’île (fictive) de Khéros.
Le détroit de Navarone, leur unique point de passage, est sous le feu de deux gigantesques canons de marine, installés sur l'île de Navarone. La ville principale de l’île, Mandrakos, est située dans le centre de celle-ci, la forteresse abritant les canons se trouvant au nord.
La seule solution pour les Alliés est d'envoyer un commando de choc composé de soldats britanniques et grecs, avec pour mission de détruire les canons. Soutenus par des résistants grecs, ils réussissent leur mission au prix de grandes difficultés, ce qui permet au convoi de la Royal Navy de secourir les 2 000 soldats menacés par les Allemands.

## Fiche technique
- Titre original : The Guns of Navarone
- Titre français : Les Canons de Navarone
- Réalisation : J. Lee Thompson, assisté de Peter Yates
- Scénario : Carl Foreman, d'après le roman éponyme d'Alistair MacLean
- Direction artistique : Geoffrey Darke
- Costumes : Monty Berman et Olga Lehman
- Décors : Geoffrey Drake
- Maquillage : George Frost et Wally Schneiderman
- Photographie : Oswald Morris et John Wilcox (seconde équipe)
- Cadreur : Denys N. Coop et Dudley Lovell (seconde équipe)
- Son : John Cox et George Stephenson
- Effets spéciaux : Bill Warrington et Wally Veevers
- Montage : Alan Osbiston, Raymond Poulton (associé)
- Montage sonore : Chris Greenham
- Musique : Dimitri Tiomkin, interprété par le Sinfonia of London
- Production : Carl Foreman
- Production associée : Cecil F. Ford et Leon Becker
- Sociétés de production : Columbia Pictures Corporation, Open Road Films Ltd et Highroad
- Société de distribution : Columbia Pictures Corporation
- Budget :  6 000 000 $ (estimation)
- Pays d'origine[1] :  Royaume-Uni et  États-Unis
- Langues : anglais, grec, allemand
- Adaptation française : Max Morise
- Format : couleur (Eastmancolor) - 2,35:1 en CinemaScope - stéréo 4 pistes (Westrex Recording System) - 35 mm
- Genre : guerre
- Durée : 150 minutes ; version restaurée : 161 minutes
- Dates de sortie :
  - Royaume-Uni : 27 avril 1961
  - États-Unis : 22 juin 1961
  - France : 8 septembre 1961[2]
- Affiches : Howard Terpning (États-Unis), Jean Mascii (France)

## Distribution

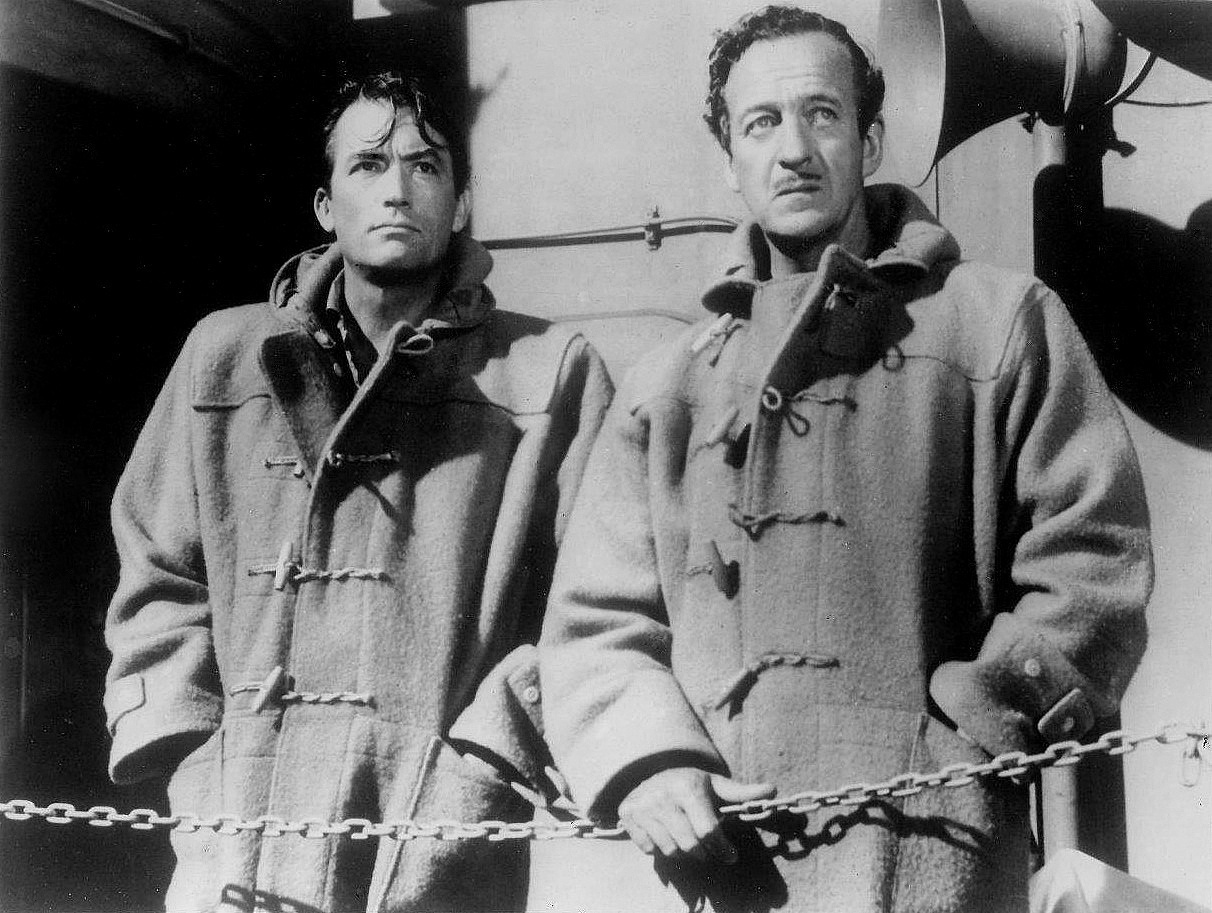
Gregory Peck et David Niven dans une scène du film.

- Gregory Peck (VF : Raymond Loyer) : le capitaine Keith Mallory SOE
- David Niven (VF : Jacques Berthier) : le caporal Miller
- Anthony Quinn (VF : Henry Djanik) : le colonel Andrea Stavros
- Stanley Baker (VF : Serge Sauvion) : « Butcher » Brown
- Anthony Quayle (VF : William Sabatier) : le major Roy Franklin
- James Darren : Spyros Pappadimos
- Irène Papas (VF : Luisa Colpeyn) : Maria Pappadimos
- Gia Scala : Anna
- James Robertson Justice (VF : Pierre Morin) : le général Jensen (narrateur)
- Richard Harris (VF : Georges Atlas) : le chef d'escadrille Barnsby de la RAAF
- Bryan Forbes : Cohn
- Allan Cuthbertson (VF : René Bériard) : Baker
- Michael Trubshawe : Weaver
- Percy Herbert : Grogan
- George Mikell : Sessler
- Walter Gotell (VF : Howard Vernon) : le colonel Müsel
- Tutte Lemkow : Nicolai
- Albert Lieven : un commandant
- Norman Wooland : un capitaine
- Cleo Scouloudi : la mariée
- Nicholas Papakonstantinou : un capitaine
- Christopher Rhodes : un officier allemand (VF : Roger Rudel)
- Carl Duering : un opérateur radar allemand

## Production

### Tournage
Le film a été principalement tourné dans l'île de Rhodes, notamment dans la petite ville de Lindos et son acropole, sur l'une des hauteurs qui dominent la ville, qui sert de décor dans la majeure partie du film.

## Musique
- The Guns of Navarone : paroles de Paul Francis Webster et Alfred Perry, musique de Dimitri Tiomkin, interprétée par Elga Andersen.

## Accueil critique
« C'est de l'image que naissent ici notre émotion, notre angoisse, notre soulagement, et finalement notre plaisir. Le texte n'a qu'une importance secondaire et, à l'extrême rigueur, pourrait être supprimé. Les caractères des personnages sont dessinés en traits simples et clairs : en aucun cas ils ne viennent masquer ou brouiller la ligne générale de l'action. [...]
Le film étant américain on pouvait craindre un certain nombre d'épisodes sentimentaux et moralisateurs. Ils sont réduits au strict minimum. Sans rime ni raison David Niven prend bien la peine de nous expliquer pourquoi il n'aime pas la guerre. Personne ne l'écoute, et le speech est de courte durée. [...]
Cinéma élémentaire : sans doute. Cinéma populaire : très certainement. Les Canons de Navarone vont tonner longtemps sur nos écrans. Tous les producteurs d'ailleurs vous le diront : il n'y a plus que les films coûtant plus d'un milliard qui ne perdent pas d'argent. »

— Jean de Baroncelli, 18 septembre 1961, Le Monde

## Distinctions

### Récompenses
- Oscars 1962 : meilleurs effets spéciaux pour Bill Warrington
- Golden Globes 1962 :
  - Golden Globe du meilleur film dramatique
  - Golden Globe de la meilleure musique de film pour Dimitri Tiomkin

### Nominations
- Oscars 1962 :
  - Oscar du meilleur film
  - J. Lee Thompson pour l'Oscar du meilleur réalisateur
  - Carl Foreman pour l'Oscar du meilleur scénario adapté
  - John Cox pour l'Oscar du meilleur mixage de son
  - Alan Osbiston pour l'Oscar du meilleur montage
  - Dimitri Tiomkin pour l'Oscar de la meilleure musique de film (meilleure partition pour un film dramatique ou une comédie)
- Golden Globes 1962 : J. Lee Thompson pour le Golden Globe du meilleur réalisateur
- BAFTA 1962 : Carl Foreman pour le British Academy Film Award du meilleur scénario

## Autour du film

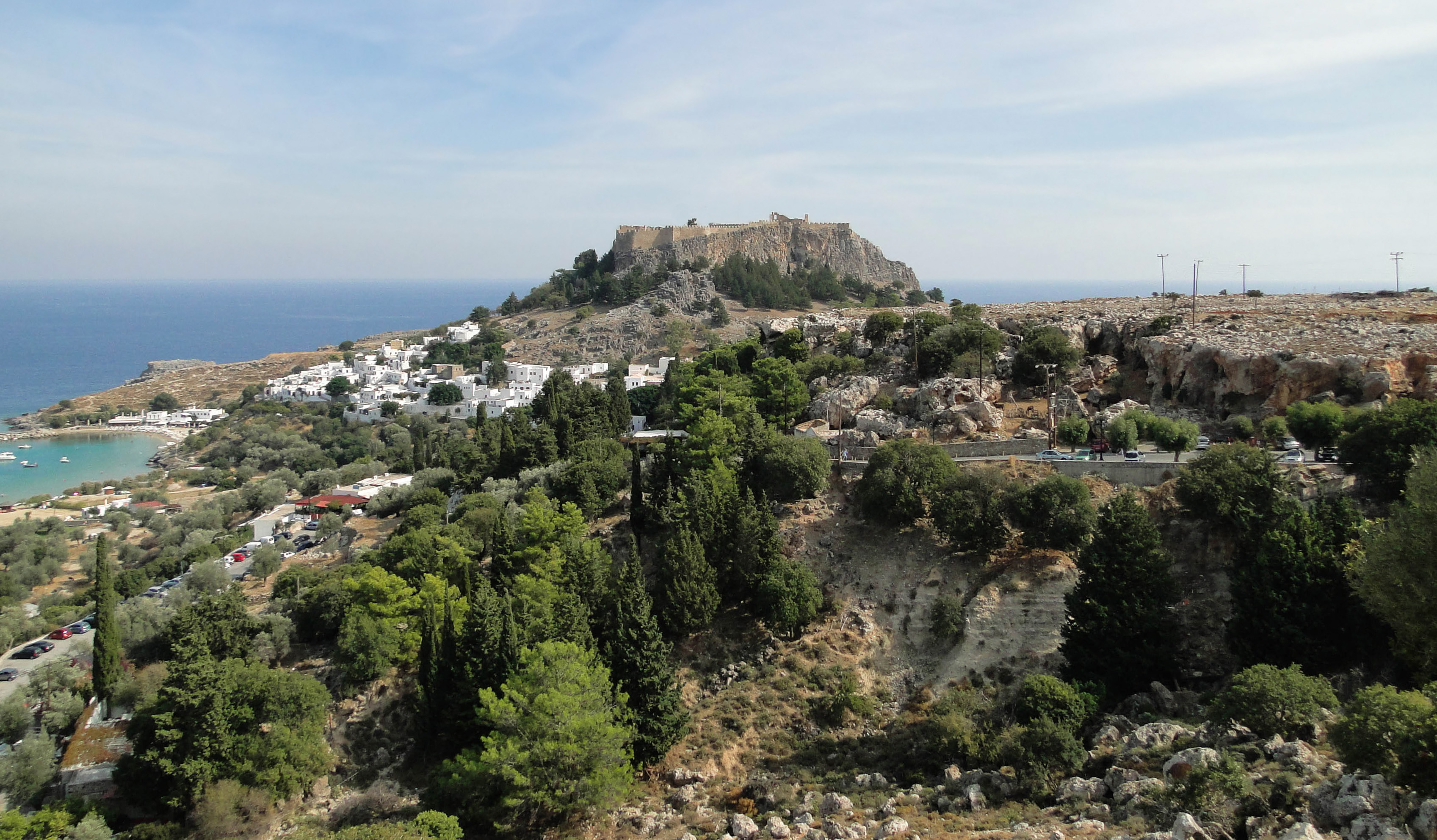
Acropole de Lindos où fut tournée une partie du film.

- Onéreuse production, le film connaît un gros succès commercial à sa sortie.
- Avec Les Nerfs à vif, Les Canons de Navarone est sans doute le film le plus célèbre de son réalisateur, Jack Lee Thompson. Pour la seule fois de sa carrière, Thompson verra son travail souligné par une nomination à l'Oscar du meilleur réalisateur.
- C'est Alexander Mackendrick qui est initialement pressenti pour réaliser le film. À la suite d'une mésentente avec le scénariste-producteur Carl Foreman, Mackendrick quitte le projet et est remplacé par Thompson.
- Quelques années plus tard, Thompson et Foreman retravailleront ensemble en tournant L'Or de MacKenna, un western dont Gregory Peck est à nouveau une des vedettes.
- Conseillers techniques : le lieutenant général Fritz Bayerlein, le brigadier général D.S.T. Turnbull, le lieutenant-colonel P.F. Kertemilidis, le lieutenant-colonel P.J. Hands, le commandant John Theologitis, le major N. Lazaridis, le major W.D. Mangham.
- L'île et le détroit de Navarone n'existent pas en réalité. Le film semble pourtant s'inspirer de la terrible bataille de Léros qui secoua l'île de Léros en 1943. Cette dernière inspira sans doute le nom de l'île de Khéros (évoquant celui de celle, bien réelle, de Kéros) pour cette fiction. Sur la carte visible au début de L'ouragan vient de Navarone (suite du film par Guy Hamilton, sortie en 1978), cette île fictive est située en pleine mer à équidistance de Mykonos, Tínos et Chios, soit au nord-est des Cyclades. La carte montrée dans le film, censée détailler l’île de Navarone, est en fait une carte d’Anticythère.
- L'action du film servit d'inspiration aux jeux vidéo Call of Duty : La Grande Offensive (un niveau s'inspire directement du film), Commandos 2: Men of Courage (un niveau est baptisé Les Canons de Savo et s'inspire du film) ainsi que Quake II. Dans Metal Gear Solid 3: Snake Eater, il s'agit de l'un des films que le médecin cinéphile recommande au personnage jouable.
- Dans le manga One Piece, la forteresse G8 de la marine est directement inspirée du film et s'appelle d'ailleurs Navarone.
- En 1967, la reprise ska d'un des thèmes musicaux du film, sous le titre Guns of Navarone, par le groupe The Skatalites connaitra le succès.

### Suite
- En 1978, le réalisateur Guy Hamilton signe une suite lointaine de ce film intitulée L'ouragan vient de Navarone. Également inspirée d'un roman d'Alistair MacLean, le film met en vedette Robert Shaw et Edward Fox qui reprennent les rôles respectifs de Gregory Peck et David Niven. L'ouragan vient de Navarone ne rencontre pas le succès de son prédécesseur.